# کلیسای میناس مقدس (آگولیس پایین)
کلیسای میناس مقدس (آگولیس پایین) (ارمنی: Սուրբ Մինաս եկեղեցի (Ներքին Ագուլիս)؛ ) یک کلیسا متعلق به کلیسای حواری ارمنی واقع در شهر آگولیس پایین، جمهوری خودمختار نخجوان جمهوری آذربایجان می‌باشد. ساخت و ساز این ساختمان در سده‌های ۱۱-۱۳ام میلادی؛ به پایان رسید. این بنا به سبک معماری ارمنی طراحی شده است.